# Barntrup
Barntrup ist eine Stadt im nordrhein-westfälischen Kreis Lippe (Deutschland).

## Geografie

### Geografische Lage

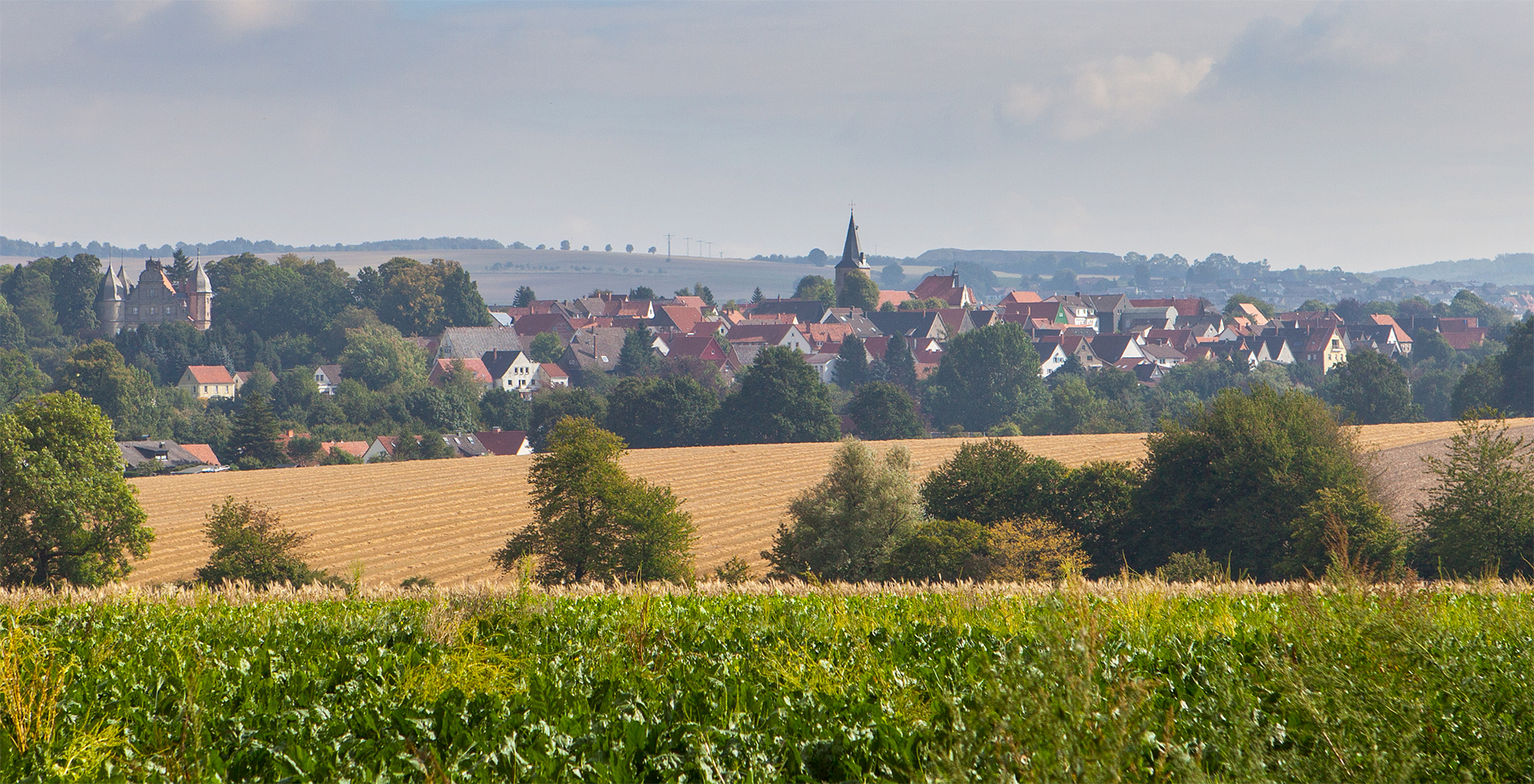
Barntrup, Ansicht von Südwesten

Barntrup liegt jeweils im Ostteil des Kreises Lippe und der Region Ostwestfalen-Lippe im Naturpark Teutoburger Wald/Eggegebirge und sein Stadtgebiet grenzt im Osten an den niedersächsischen Landkreis Hameln-Pyrmont. Sein Kernort befindet sich rund 5,5 km nordnordöstlich des Blomberger Kernorts und etwa 17 km ostnordöstlich von Detmold (jeweils Luftlinie). Südöstlich des Barntruper Kernorts entspringt die Bega, die westwärts aus dem Stadtgebiet fließt, und östlich der Grießebach, der nordostwärts verläuft, und westlich des Ortsteils Alverdissen die Exter, die in nördlicher Richtung abfließt.
Das Relief des Stadtgebiets ist stark gewellt, Kuppen und Senken wechseln sich kleinräumig ab. Der höchste Punkt von Barntrup liegt mit 342,9 m ü. NN. auf dem Gipfel des Saalberges. Der niedrigste Punkt liegt am Abfluss der Bega aus dem Stadtgebiet auf 152 m ü. NN.

### Geologie

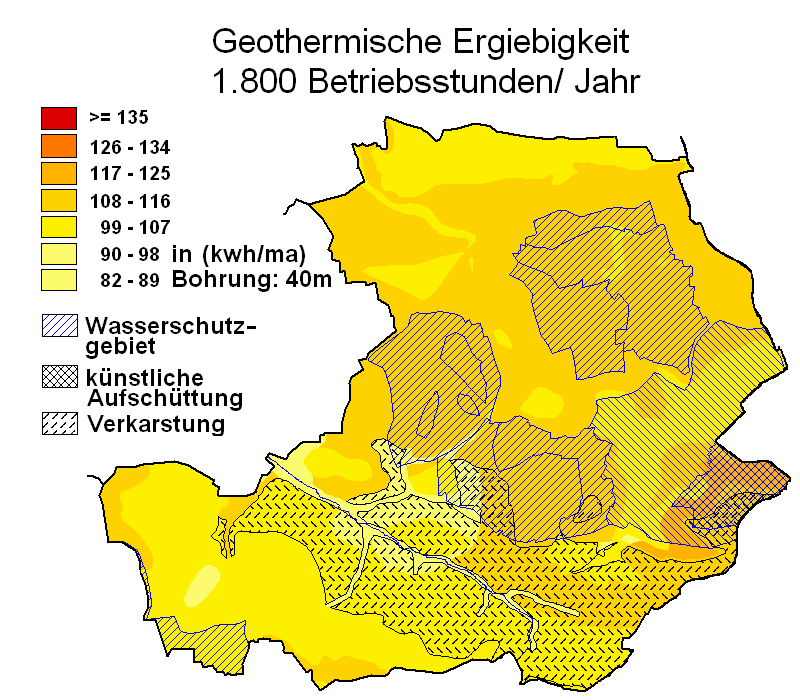
Geothermische Ergiebigkeit des Stadtgebiets

Das Gebiet von Barntrup gehört zum Lippischen Keuper-Gebiet und besteht aus Festgesteinen, die sich im Trias vor 240 bis 210 Millionen Jahren aus Meeres- und Flussablagerungen bildeten.
Der bis zu 600 Meter starke Festgesteinsuntergrund im Stadtgebiet wird wesentlich aus Kalkstein und zu kleineren Teilen von Mergel- und Dolomitsteinen des ehemaligen Muschelkalkmeeres gebildet. Der Untergrund wurde im Lauf der Erdgeschichte herausgehoben und zu Sätteln und Mulden zusammengeschoben. Häufig sind in den Kalksteinen Versteinerungen von Meerestieren wie Kopffüßern und Seelilien zu finden.
Der tiefere Untergrund besteht aus Gesteinen des Buntsandsteins und des Erdaltertums. Nicht selten finden sich im Stadtgebiet Erdfälle, die durch die chemische Auflösung von Kalksteinen durch kalkaggressive Wässer entstanden sind.
In den Tälern von Bega, Grießebach und Exter sowie im Uhlental ist der Festgesteinsuntergrund mit Lockergesteinen des Eiszeitalters oder mit Löss, Sand und Kies überdeckt.
Für die Trinkwasserversorgung im Gemeindegebiet haben besonders die zum Teil verkarsteten Kalksteine des Oberen Muschelkalks Bedeutung. In geringerem Umfang wird Trinkwasser auch aus anderen Gesteinen gewonnen. Östlich von Barntrup und südöstlich von Alverdissen wird in zwei Kalksteinbrüchen Trochitenkalk für die Schotter- und Splittherstellung abgebaut. Mehr als die Hälfte des Stadtgebietes wird landwirtschaftlich genutzt. Dabei überwiegen jedoch ertragsarme Böden. Aus den Gesteinen des Muschelkalks haben sich Braunerden und Rendzinen entwickelt, aus den Gesteinen des Keupers meist lehmige Braunerden. Alle Böden sind durch die bereits eintausendjährige Nutzung stark in die Täler erodiert. Das abgeflossene Bodenmaterial befindet sich in Trockentälern und Rinnen oder ist als Kolluvium zusammengeschwemmt. Für die starke Erosion wird insbesondere die Vernichtung der nordlippischen Wälder ab dem 16. Jahrhundert infolge von Übernutzung verantwortlich gemacht.
Barntrup eignet sich durchweg gut bis sehr gut zur Nutzung von geothermischen Wärmequellen mittels Erdwärmesonde und Wärmegewinnung durch Wärmepumpenheizungen (vgl. dazu die nebenstehende Karte).

### Ausdehnung und Nutzung des Stadtgebiets
Die als „Kleinstadt“ klassifizierte Stadt erstreckt sich über eine Fläche von 59,46 km². Das Gemeindegebiet hat eine maximale Ausdehnung in Ost-West-Richtung von ca. 11 km und in Nord-Süd-Richtung von etwa 9 km.
| Fläche nach Nutzungsart | Landwirt- schafts- fläche | Wald- fläche | Gebäude-, Frei- und Betriebsfläche | Verkehrs- fläche | Wasser- fläche | Sport- und Grünfläche | sonstige Nutzung |
| ----------------------- | ------------------------- | ------------ | ---------------------------------- | ---------------- | -------------- | --------------------- | ---------------- |
| Fläche in km²           | 33,99                     | 17,71        | 3,67                               | 2,74             | 0,26           | 0,52                  | 0,58             |
| Anteil an Gesamtfläche  | 57,16 %                   | 29,78 %      | 6,17 %                             | 4,61 %           | 0,44 %         | 0,87 %                | 0,98 %           |

### Nachbargemeinden
Das Stadtgebiet grenzt (im Norden beginnend und Uhrzeigersinn fortlaufend) an Extertal, Aerzen, Bad Pyrmont, Blomberg und Dörentrup. Aerzen und Bad Pyrmont liegen im Landkreis Hameln-Pyrmont in Niedersachsen, die anderen Gemeinden so wie Barntrup selbst im Kreis Lippe.

### Stadtgliederung
| Ortsteil             | Einwohnerzahl 1 |
| -------------------- | --------------- |
| Barntrup             | 5739            |
| Alverdissen          | 1642            |
| Selbeck              | 0383            |
| Sommersell           | 0359            |
| Sonneborn            | 0980            |
| weitere Ansiedlungen |                 |
| Struchtrup           |                 |
| Mönchshof            |                 |
| Bentrup              |                 |
| Rote Kuhle           |                 |

1 Stand: 1. Juli 2014

Ortsteile von Barntrup^{2}

2 Die Zuordnung der eingemeindeten Teilgebiete der ehemaligen Gemeinden Bega und Schönhagen zu einzelnen Ortsteilen von Barntrup ist unbekannt. Der Hauptteil der Gemeinde Bega inkl. Ortskern gehört heute allerdings zur Nachbargemeinde Dörentrup, der Hauptteil inkl. Ortskern von Schönhagen zur Nachbargemeinde Extertal.

### Klima
Klimadaten für Barntrup sind nicht verfügbar, daher werden im Folgenden die Temperatur- und Sonnenscheindaten des etwa 13 km entfernten Schieder-Schwalenberg und die Niederschlagsdaten von Extertal (Messstation Meierberg, rund 15 km Entfernung) herangezogen.

Niederschlagsdiagramm Schieder-Schwalenberg

Barntrup gehört der gemäßigten Klimazone Mitteleuropas an und liegt im Bereich des subatlantischen Seeklimas. Die Winter sind unter atlantischem Einfluss meist mild und die Sommer mäßig warm. Die Jahresmitteltemperatur liegt bei ca. 8–9 °C.
Durch die Lage im subatlantischen Seeklima herrscht ganzjährig ein humides Klima mit relativ gleich verteilten Niederschlägen vor. Insgesamt fallen an der Messstation Schieder im langjährigen Mittel 867 mm Niederschlag jährlich.
|                        | Jan  | Feb  | Mär  | Apr  | Mai  | Jun  | Jul  | Aug  | Sep  | Okt  | Nov  | Dez  |   |     |
| Mittl. Temperatur (°C) | 0,4  | 0,9  | 3,9  | 7,6  | 12,3 | 15,4 | 16,8 | 16,5 | 13,3 | 9,5  | 4,6  | 1,6  | ⌀ | 8,6 |
|                        |      |      |      |      |      |      |      |      |      |      |      |      |   |     |
| Niederschlag (mm)      | 73,7 | 51,5 | 64,4 | 64,3 | 72,9 | 87,4 | 76,1 | 73,7 | 67,4 | 56,6 | 72,8 | 85,2 | Σ | 846 |
|                        |      |      |      |      |      |      |      |      |      |      |      |      |   |     |
| Sonnenstunden (h/d)    | 0,9  | 1,9  | 3,1  | 4,7  | 6,1  | 6,2  | 5,8  | 5,9  | 4,2  | 2,9  | 1,1  | 0,7  | ⌀ | 3,6 |

|  |

|  |

|  |

|  |

|  |

|  |

|  |

|  |

|  |

|  |

|  |

|  |

|  |

|  |

|  |

|  |

|  |

|  |

|  |

|  |

|  |

|  |

|  |

|  |

Zum Klima in der Region Ostwestfalen-Lippe, zu der die Stadt gehört, siehe auch den Artikel Klima in Ostwestfalen-Lippe.

## Geschichte
Oberhalb der Gemarkung Herborn und auf der Passhöhe des „Gaffelberges“ befinden sich bronzezeitliche Hügelgräber. Früheste Spuren einer Besiedelung der örtlichen Umgebung wurden durch Funde aus dem jüngeren Mesolithikum im Kontext der archäologischen Untersuchungen von Grabhügeln im „Frettholz“ festgestellt. Die Fundstücke (Faustkeile und Steinäxte) liegen im Fundus des Lippischen Landesmuseums in Detmold.
Barntrup und Alverdissen sind städtische Gründungen der Grafen von Sternberg, deren Territorium im Jahre 1220 vom Herrschaftsgebiet der Schwalenberger Grafen abgetrennt wurde. Ursprünglich hieß Barntrup Barendorf – auch Berlingtorp und Berningdorp und Berntorp waren gängig – und lag als frühe Siedlung am Schratweg, wo noch heute ein altes Katasterstück „Aule Kerke“ heißt. Zwischen 1317 und 1359 entstand auf dem „Thornesberg“, dem Hügelrücken, der sich von Osten nach Westen in das obere Begatal hineinschiebt, ein neues Berninctorp, das planmäßig als Siedlung auf der höchsten Stelle des 189 m hohen Bergrückens angelegt wurde und mit seinem Dreistraßensystem den alten Kern des heutigen Barntrups bildet. 1376 wurden Barntrup die Stadtrechte durch den Grafen Heinrich der V. von Sternberg verliehen.
In Barntrup wurden von 1657 bis 1660 in der Zeit der Hexenverfolgungen zehn Hexenprozesse durchgeführt. Erstes Opfer war Claren Düvels, die nach dem 26. Oktober 1657 durchs Schwert hingerichtet und verbrannt wurde. Der Rat der Stadt Barntrup rehabilitierte am 1. September 2015 die Opfer der Hexenprozesse.
1836 wurden Barntrup zum zweiten Mal die Stadtrechte durch den seinerzeitigen lippischen Regenten verliehen.
Der Ort wurde insgesamt sieben Mal von Feuersbrünsten heimgesucht. Am verheerendsten war der Brand vom 30. Juni 1858, dem 50 Gebäude zum Opfer fielen, nahezu ein Drittel aller Häuser.
1886 fiel bei Barntrup ein 17 Gramm schwerer Meteorit. Er gehört zur Klasse LL4 der Chondriten.
1896 erhielt Barntrup einen Eisenbahnanschluss durch die Eröffnung der Begatalbahn von Lage nach Hameln. Die Strecke wurde ab Lemgo im September 1980 für den Personenverkehr stillgelegt, eine Reaktivierung von Lemgo bis Barntrup ist geplant, jedoch auf lange Sicht verschoben. Die Strecke von Barntrup bis Hameln wurde zurückgebaut. Eine weitere Bahnstrecke entstand Ende der 1920er-Jahre mit der Extertalbahn nach Rinteln. Auf der Strecke zwischen Rinteln und Barntrup-Alverdissen ist heute eine touristische Draisinenstrecke eingerichtet.

### Religion
In der Stadt Barntrup bestehen drei evangelisch-reformierte Kirchengemeinden in den Ortsteilen Barntrup, Alverdissen und Sonneborn. Seit 1940 existiert eine römisch-katholische Pfarrgemeinde namens St. Peter und Paul in Barntrup. Die zugehörige Kirche steht an der Hamelner Straße. Daneben gibt es zwei evangelisch-freikirchliche Gemeinden: die Mennoniten-Gemeinde in der Straße Im Kälbertal und eine junge Baptisten-Gemeinde in der Südstraße. Die Gemeinde der Neuapostolischen Kirche bestand von 1963 bis 2006. Sie wurde aufgrund sinkender Mitgliederzahlen geschlossen. Die übriggebliebenen Gemeindemitglieder übernahm die Nachbargemeinde aus Extertal.
Ein Indiz für die heutige Verteilung der Religionen kann die konfessionelle Zugehörigkeit der Schüler in Barntrup sein. Demnach gaben im Schuljahr 2006/2007 68,5 % der Schüler evangelisch, 7,5 % katholisch und 2,4 % islamisch als Religionszugehörigkeit an. 6,1 % gaben eine andere Religionszugehörigkeit und 15,5 % keine Konfession an.
Als politisch-religiöse Folge der Reformation war, wie auch in den anderen lippischen Ämtern und Gemeinden, für fast 400 Jahre jegliches katholisches Leben in Barntrup verboten. Der erste katholische Gottesdienst fand erst wieder 1940 statt. Aufgrund des Zweiten Weltkrieges wurde 1943 ein katholischer Seelsorgebezirk etabliert, um Evakuierte, Vertriebene und Kriegsgeschädigte zu unterstützen. In den 1940er-Jahren wurden die Gottesdienste in den Räumlichkeiten der evangelisch-reformierten Kirche (z. B. im Konfirmandensaal) abgehalten. Durch den Zuzug von Heimatvertriebenen und Flüchtlingen kam auch der aus Breslau stammende Pastor Thomalla nach Barntrup, der sich für den Bau einer katholischen Kirche einsetzte und 1952 erreichte, dass ein Bauvorhaben an der Hamelner Straße genehmigt wurde. Erstmals seit über 400 Jahren läuteten zu Weihnachten 1964 wieder die Glocken einer katholischen Kirche in Barntrup, welche ein Geschenk der niederbayerischen Gemeinde Kaikenried waren. 1988 wurde das neue Pfarrhaus eingeweiht und 1996 der Pfarrbezirk auf die Ortschaft Bösingfeld in der Gemeinde Extertal ausgedehnt.
An die ehemalige jüdische Gemeinde von Barntrup erinnert der vor 1840 angelegte und bis 1936 belegte, heute unter Denkmalschutz stehende, jüdische Friedhof an der Hagenstraße.

### Eingemeindungen
Mit dem Gesetz zur Neugliederung des Landkreises Lemgo (Lemgo-Gesetz) wurden zum 1. Januar 1969 die Stadt Barntrup und die Gemeinden Selbeck, Sommersell und Sonneborn, sowie der überwiegende Teil der Gemeinde Alverdissen zur neuen Stadt Barntrup zusammengeschlossen. Aus den Gemeinden Bega und Humfeld, die nach Dörentrup eingegliedert wurden, und Schönhagen, das nach Extertal eingemeindet wurde, wurden weitere Gebiete nach Barntrup eingegliedert.
Seit dem 1. Januar 1973 gehört die Stadt zum neuen Kreis Lippe, der auf Basis des Bielefeld-Gesetzes die ehemaligen Kreise Lemgo und Detmold vereinte.

### Einwohnerentwicklung
Die folgende Übersicht zeigt die Einwohnerzahlen der Stadt Barntrup. Bei den Zahlen handelt es sich ab 1975 um amtliche Fortschreibungen des Landesbetriebes für Information und Technik Nordrhein-Westfalen. Die Zahlen von 1975 bis 1985 sind geschätzte Werte, die Angabe für 1987 beruht auf einer Volkszählung und die Zahlen ab 1990 Fortschreibungen auf Basis der Ergebnisse der Volkszählung von 1987, ab 2012 Fortschreibungen auf Basis des Zensus 2011. Die Angaben beziehen sich auf die Wohnbevölkerung und ab 1985 auf die Bevölkerung am Ort der Hauptwohnung.
| Jahr | Einwohner |
| ---- | --------- |
| 1968 | 8 585     |
| 1974 | 8 891     |
| 1975 | 8 851     |
| 1980 | 8 742     |
| 1985 | 8 761     |

| Jahr | Einwohner |
| ---- | --------- |
| 1987 | 8 429     |
| 1990 | 8 989     |
| 1995 | 9 616     |
| 2000 | 9 774     |
| 2005 | 9 431     |

| Jahr | Einwohner |
| ---- | --------- |
| 2010 | 8 910     |
| 2012 | 8 918     |
| 2016 | 8 616     |
| 2017 | 8 539     |
| 2022 | 8.611     |

Einwohnerentwicklung von Barntrup von 1969 bis 2017 nach nebenstehender Tabelle

Der Ausländeranteil liegt bei 3,25 % und damit deutlich unter dem Bundesdurchschnitt. Die meisten ansässigen Ausländer sind niederländische und türkische Staatsbürger.
Laut Bevölkerungsprognose der Bertelsmann-Stiftung wird die Bevölkerung von Barntrup gegenüber dem Jahr 2012 bis 2030 um etwa 14 % abnehmen.

### Ortsname
Neben der Ersterwähnung als Barendorf sind im Laufe der Jahrhunderte folgende Versionen belegt: Berrentorpe (1317), Berningtorpe (1337), Bernincthorpe (1353), Berlinctorpe (1357), Berlincktorpe (1359), Bernyncthorpe (1361), Berntorp (1367), Perlinchtorpe (1374), Beirentorpp (1376), Barningtorpe (1378), Berningdorpe (1391), Beringtorpe (1400), Berrentorpe (1411), Berentorpe (1430 bis 1480), Barntorppe und Barrentorpe (nach 1450), Barnichtorpe (1466), Barrentrup (1502), Barrintruppe (1507, im Landschatzregister), Barntroppe (1535, im Landschatzregister), Barntrup (1545, im Landschatzregister), Barntorff (1574), Barnendorff und Barrendorff (1612), Berndorp und Berndorpf (1614, in Salbüchern), Barrentörpf (1618, im Landschatzregister), Berentorff und Barentorff (1620, in Salbüchern), Brandorp (1621), Bardendorp (1627), Barndorff (1663), Bardendorff (1679), Barntrup (1698, im Lemgoer Bürgerbuch) sowie Barentrup (um 1764).
Es liegt der Kurzname Berno zugrunde. In früher Siedlungsphase dürfte der Ortsname *Berning gewesen sein (siehe -ing). Noch vor den ersten Schriftzeugnissen wurde -torp etc. angehängt. Möglich sind ursprünglich zwei Siedlungskerne; ein Gehöft oder Weiler Berning und eine daneben entstandene Siedlung *Berningtorp, die zusammenwuchsen.

## Politik

### Stadtrat
Der Stadtrat aus Barntrup setzt sich seit 1999 aus 28 Ratsfrauen und Ratsherren zusammen. Die Sitzverteilung seit der Kommunalwahl am 13. September 2020 zeigt das Diagramm. Hinzu kommt der Bürgermeister als Ratsvorsitzender.
- CDU: 13
- FDP: 2
- UWB: 2
- SPD: 7
- Grüne: 4

Die folgende Tabelle zeigt die Kommunalwahlergebnisse seit 1975:
| [ 21 ] [ 22 ] [ 23 ] | 2020    | 2020    | 2014    | 2014    |
| Partei               | Sitze   | %       | Sitze   | %       |
| -------------------- | ------- | ------- | ------- | ------- |
| SPD                  | 07      | 23,21   | 12      | 41,68   |
| CDU                  | 13      | 45,23   | 11      | 39,36   |
| FDP                  | 02      | 08,26   | 02      | 06,54   |
| Grüne                | 04      | 15,83   | 03      | 11,40   |
| UWB1                 | 02      | 07,48   | 0−      | −       |
| Einzelbewerber       | −       | −       | 0       | 01,02   |
| Gesamt2              | 28      | 100     | 28      | 100     |
| Wahlbeteiligung      | 61,39 % | 61,39 % | 58,64 % | 58,64 % |

| [ 25 ] [ 26 ] [ 27 ] | 2009    | 2009    | 2004    | 2004    | 1999    | 1999    | 1994    | 1994    | 1989    | 1989    | 1984    | 1984    | 1979    | 1979    | 1975    | 1975    |
| Partei               | Sitze   | %       | Sitze   | %       | Sitze   | %       | Sitze   | %       | Sitze   | %       | Sitze   | %       | Sitze   | %       | Sitze   | %       |
| -------------------- | ------- | ------- | ------- | ------- | ------- | ------- | ------- | ------- | ------- | ------- | ------- | ------- | ------- | ------- | ------- | ------- |
| SPD                  | 12      | 42,78   | 11      | 40,41   | 13      | 45,38   | 12      | 43,44   | 16      | 46,48   | 17      | 47,76   | 17      | 52,28   | 15      | 45,50   |
| CDU                  | 10      | 35,59   | 12      | 43,60   | 13      | 47,41   | 11      | 39,96   | 11      | 34,46   | 12      | 35,84   | 14      | 40,57   | 14      | 41,63   |
| FDP                  | 03      | 11,15   | 03      | 10,22   | 02      | 07,21   | 01      | 05,68   | 03      | 09,57   | 02      | 07,98   | 02      | 07,16   | 04      | 12,87   |
| Grüne                | 03      | 10,49   | 02      | 06,31   | −       | −       | 03      | 10,93   | 03      | 09,49   | 02      | 08,42   | −       | −       | −       | −       |
| Gesamt2              | 28      | 100     | 28      | 100     | 28      | 100     | 27      | 100     | 33      | 100     | 33      | 100     | 33      | 100     | 33      | 100     |
| Wahlbeteiligung      | 59,73 % | 59,73 % | 61,57 % | 61,57 % | 64,45 % | 64,45 % | 82,77 % | 82,77 % | 73,42 % | 73,42 % | 77,18 % | 77,18 % | 84,09 % | 84,09 % | 87,97 % | 87,97 % |

1 UWB: Unabhängige Wählergemeinschaft Barntrup       2 ohne Berücksichtigung von Rundungsdifferenzen

### Bürgermeister
Zum Bürgermeister von Barntrup gewählt wurde 2020 Borris Ortmeier (CDU) mit 78,86 Prozent der Stimmen. Sein Vorgänger war Jürgen Schell (parteilos), der am 25. Mai 2014 mit 54,52 % gewählt wurde.
| Jahr       | Bürgermeister                      |
| ---------- | ---------------------------------- |
| 1961–1975  | Josef Hoffmanns (SPD)              |
| 1975–1979  | Otto-Friedrich von Schönberg (CDU) |
| 1979–1999  | Paul Harff (SPD)                   |
| 1999–2014  | Herbert Dahle (SPD)                |
| 2014–2020  | Jürgen Schell (parteilos)          |
| 2020–heute | Borris Ortmeier (CDU)              |

Quelle:

### Abgeordnete
Barntrup gehört zum Landtagswahlkreis Lippe II-Herford III, in dem bei der Landtagswahl 2022 Alexander Baer (SPD) als Direktkandidat gewählt wurde. Auf Bundesebene gehört Barntrup zum Bundestagswahlkreis Lippe I, in dem bei der Bundestagswahl 2021 Jürgen Berghahn (SPD) als Direktkandidat gewählt wurde.

### Wappen, Flagge und Banner
Der Stadt Barntrup ist mit Urkunde des Regierungspräsidenten in Detmold vom 27. Januar 1971 das Recht zur Führung eines Wappens, einer Flagge und eines Banners und verliehen worden.
| Wappen der der Stadt Barntrup | Blasonierung: „Von Gold (Gelb) und Silber gespalten. Vorn ein roter, halber achtstrahliger Stern und hinten eine rote, halbe, fünfblättrige Rose mit goldenen (gelben) Butzen und Kelchblättern am Spalt.“                                                                                                |
| Wappen der der Stadt Barntrup | Wappenbegründung: Das Wappen ist eine Zusammensetzung von zwei existierenden Wappen. Der achtstrahlige Stern auf goldenem Grund entstammt dem Wappen der Grafen von Sternberg, welche die Stadt Barntrup gründeten. Die fünfblättrige Rose entstammt dem Wappen des Landes Lippe, dem Barntrup angehörte. |

|  | 00Hissflagge: „Die Flagge ist rot-gelb geteilt mit dem Wappen in der Mitte zum Liek hin verschoben.“ |

|  | 00Banner: „Das Banner ist rot-gelb gespalten mit dem Wappen in der Mitte der oberen Hälfte.“ |

### Städtepartnerschaften
Barntrup unterhält keine Städtepartnerschaften. Das Gymnasium hat zwei Partnerschulen im Humberside-District in England. Seit 1997 pflegen die Jahrgangsstufen neun und elf den Kontakt durch Klassen- und Stufenfahrten. Eine weitere Partnerschule liegt in Le Raincy, Frankreich. Die Oberstufe des Barntruper Gymnasiums führt auch Schüleraustausche mit einer Partnerschule in Oława, Polen. Die Partnerschule verbindet die gymnasiale Oberstufe mit Berufs- und Handelsschule.

## Kultur und Sehenswürdigkeiten

### Theater
Die Lila Bühne war ein mobiles Puppentheater, welches seit den frühen 1980er Jahren bis 2019 existierte. Von 1966 bis 2016 existierte das Laientheater Barntrup, das in den Monaten Januar und Februar in Barntrup Theater spielte. Im Monat März gab die Gruppe Gastspiele in anderen Städten.
Für weitergehende Angebote müssen das Landestheater Detmold oder das Theater Bielefeld in Anspruch genommen werden.

### Museum
Das Heimatmuseum Alverdissen stellt zu Kultur- und Heimatgeschichte von Alverdissen aus. Zu sehen sind neben historischen Werkzeugen und Arbeitsgeräten und Präparaten der einheimischen Tierwelt auch Fossilien und Mineralien sowie versteinerte Seelilien. Die im Alverdisser Steinbruch gefundenen Exemplare gelten als die weltweit schönsten ihrer Art.

### Musik
In Barntrup existieren drei Posaunenchöre, ein Jugendfanfarenzug, ein Mandolinenorchester, ein Blasorchester, das Lipperland-Orchester, sowie drei Männergesangsvereine, drei Kirchenchöre und der Kammerchor der Volkshochschule. Der Oberstufenchor des Städtischen Gymnasiums gewann 2010 unter der Leitung von Dirk Brödling eine Goldmedaille beim Landeswettbewerb „Jugend singt“. Seit 2011 existiert der „Junge Chor Barntrup“, der seit 2013 den Titel „Meisterchor“ führt. In der Barntruper Grundschule befindet sich auch eine Musikschule.

### Bauwerke

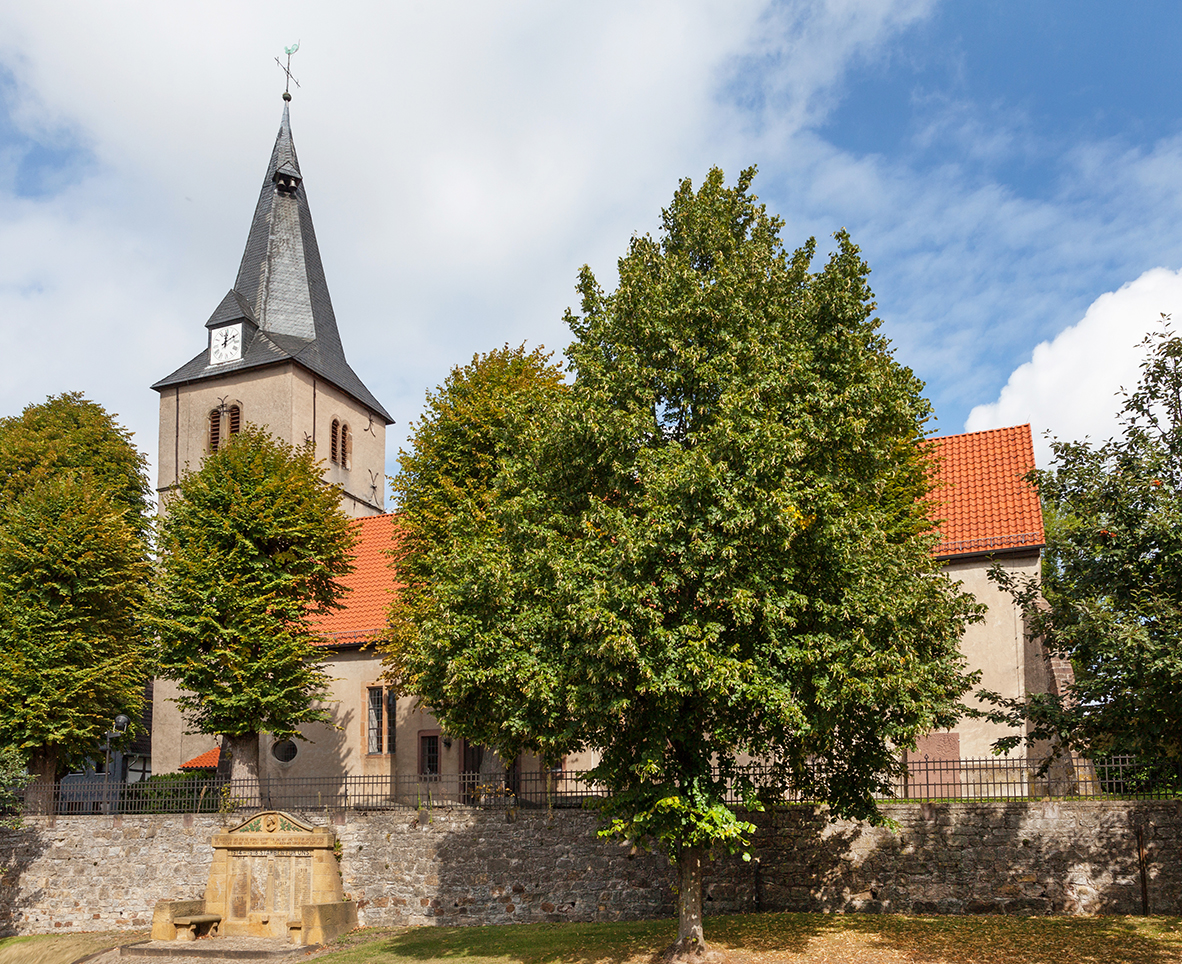
Evangelische Kirche Barntrup

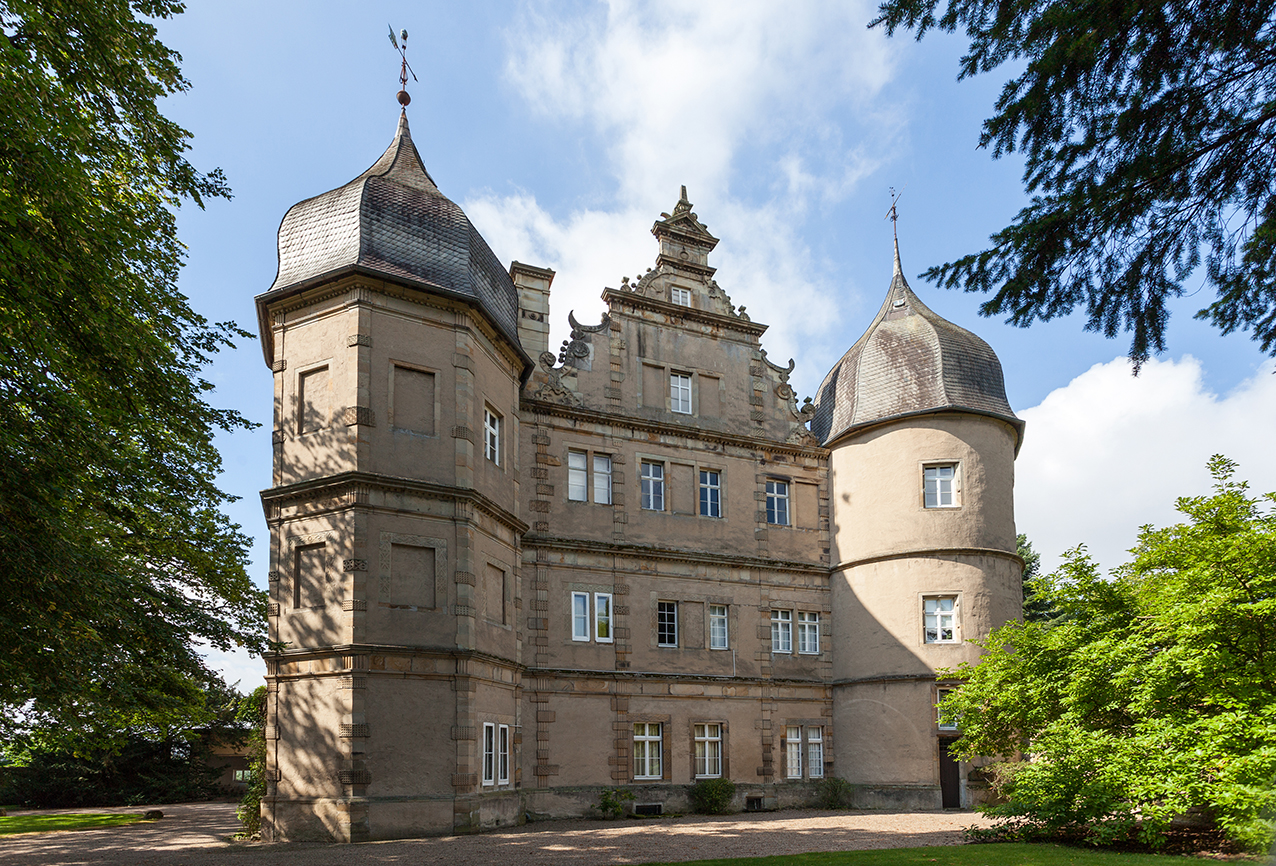
Kerssenbrocksches Schloss, Ostseite

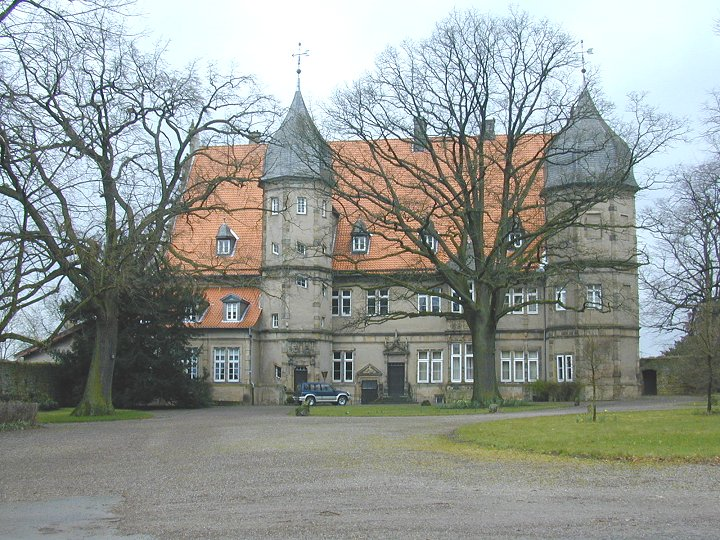
Kerssenbrocksches Schloss (Bauwerk der Weserrenaissance)

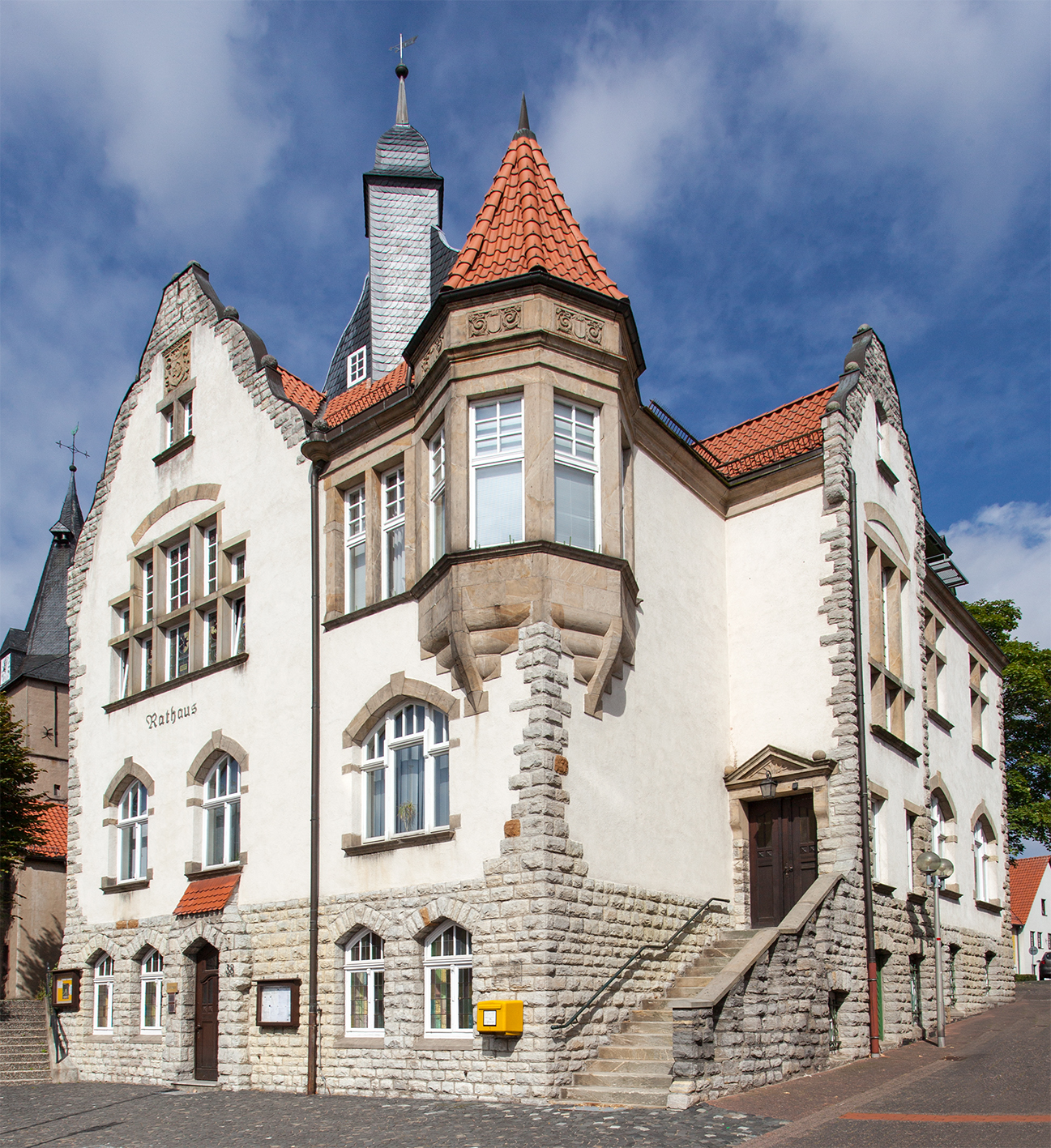
Rathaus von Barntrup

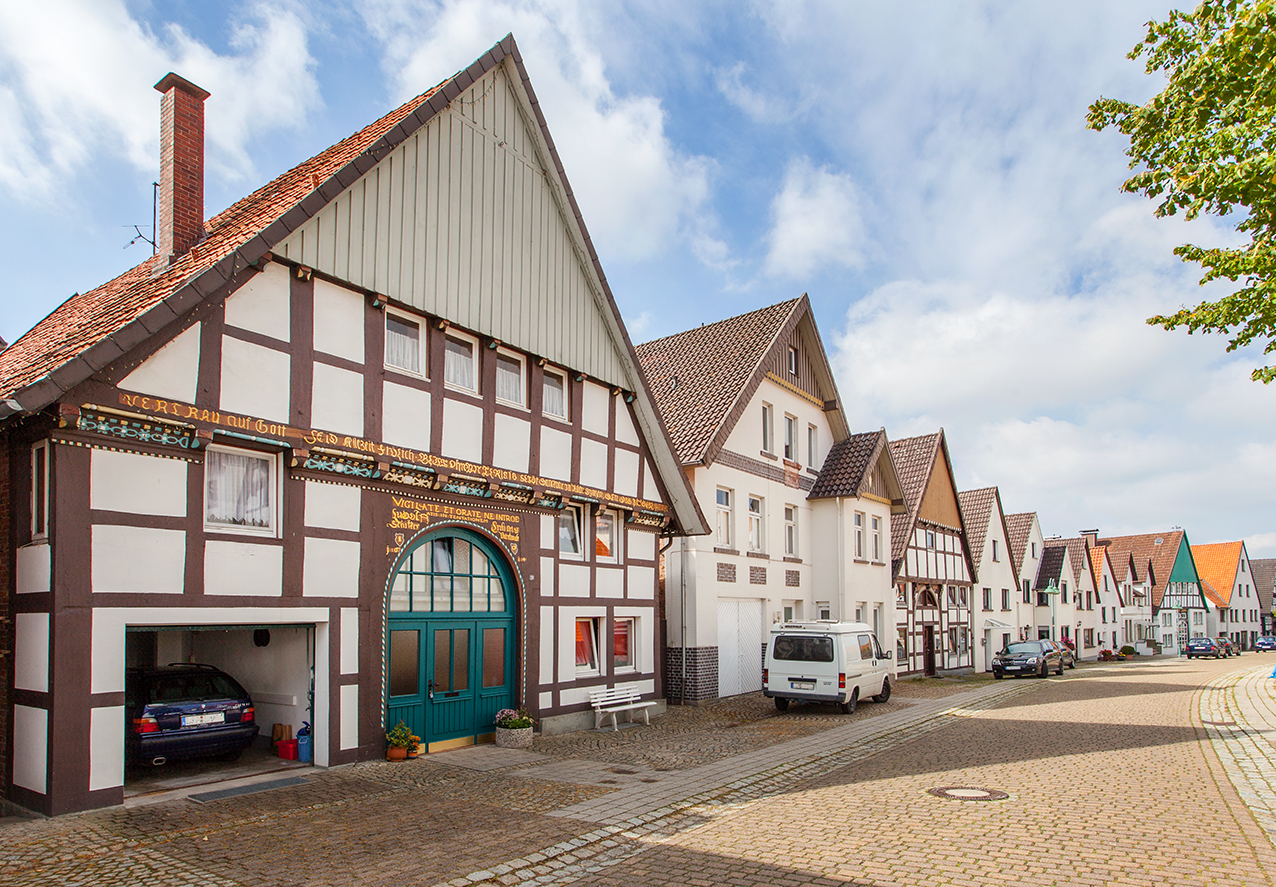
Untere Straße in Barntrup

Die Evangelische Kirche Barntrup, ehemals wohl St. Maria, wurde 1317 gegründet. Das Gewölbe des Langhauses wurde 1636 bei einem Brand durch den teilweisen Einsturz des Turmes zerstört. 1638 erfolgte die weitgehende Erneuerung des Schiffes. Die Kanzel und die Emporen der evangelisch-reformierten Pfarrkirche wurden in der zweiten Hälfte des 17. Jahrhunderts geschaffen.
Kerßenbrocksches Schloss. Bauherrin der Anlage war Anna von Canstein, die 1567, im Alter von 31 Jahren den Söldnerführer Franz von Kerßenbrock (1520–1576) geheiratet hatte. Schon kurz nach dessen Tod begann sie mit dem Bau des jetzigen Schlosses unweit eines schon bestehenden Wirtschaftshofes. Von 1577 stammt der große, in den Hof führende Torbogen. 1580 folgte die Errichtung des an der Oberen Straße gelegenen Zehnthauses. Das eindrucksvolle, das Ortsbild bestimmende Herrenhaus entstand 1584–1588 nach Plänen des Baumeisters Eberhard Wilkening aus Hameln. Es handelt sich um einen zweigeschossigen Bau mit drei Ecktürmen. An der Hofseite befinden sich ein polygonaler Treppenturm und eine große Utlucht. Der verputzte Außenbau ist reich mit Kerbschnitt-Bossensteinen dekoriert, die innerhalb des Weserraumes hier erstmals in Erscheinung treten. Diese vermutlich dem Rustika-Quader der italienischen Renaissance entlehnte Schmuckform wurde später zu einem charakteristischen Merkmal der so genannten Weserrenaissance. Das Innere wurde durch Umbauten 1879/90 stark verändert. Ursprünglich war das Dach des Herrenhauses mit schweren braunen Sandsteinplatten aus dem Solling belegt, die in der Region früher häufig als Dachdeckung Verwendung fanden. Erst seit dem 19. Jahrhundert ist das Dach mit roten Dachziegeln eingedeckt. 1952 diente das Schloss als Kulisse für den von Hans Deppe inszenierten Spielfilm „Ferien vom Ich“.
Das Rathaus wurde 1907 anstelle eines 1603 in Fachwerk erbauten Vorgängerbaues errichtet, der 1906 abbrannte. Der vielgestaltige, mit Erker und Schweifgiebeln ausgestattete Bau präsentiert sich in historistischen Formen.
Im Ortskern haben sich bis heute mehrere giebelständige Fachwerk-Dielenhäuser des 16. bis 18. Jahrhunderts erhalten. Diese, in erster Linie wohl von Handwerkern bewohnten Bauten, prägten noch bis weit in das 20. Jahrhundert hinein ganze Straßenzüge. Mittlerweile wurden jedoch viele von ihnen durch Umbauten stark entstellt oder gar völlig abgebrochen und durch Neubauten ersetzt. Nach dem großen Brand von 1858, der vor allem die östliche Hälfte der Stadt betraf, wurden zunehmend auch Traufenhäuser errichtet. – Mit dem 1616 datierten Haus Untere Straße 39 ging 1972 eines der ältesten Wohnhäuser des Ortes verloren. Das schon 1955 für baufällig erklärte und lange Zeit leer stehende Gebäude wurde abgetragen und soll später einmal im Westfälischen Freilichtmuseum in Detmold wiederaufgebaut werden.
Das wohl älteste noch erhaltene Wohnhaus der Stadt ist Untere Straße 33, das laut Inschrift 1596 errichtet wurde. Zum ältesten Baubestand gehört ferner Untere Straße 29 von 1614, das reich beschnitzte Füllbretter aufweist. Mittelstraße 55, dessen Giebel über Knaggen vorkragt, stammt noch aus der Zeit des Dreißigjährigen Krieges. Es ist 1646 bezeichnet und verfügt wie das 1671 erbaute Haus Untere Straße 51 über eine Auslucht. Letzteres ist überdies mit Schnitzereien versehen. Erwähnenswert sind ferner Mittelstraße 57, das 1661 errichtet wurde, Mittelstraße 45 und Untere Straße 53 (beide 17. Jahrhundert). Hinsichtlich seiner Baugeschichte außerordentlich interessant ist Mittelstraße 37, das aus drei verschiedenen Bauteilen besteht. An das traufständige Vorderhaus des 19. Jahrhunderts schließt sich ein kurzer, wohl noch aus dem 16. Jahrhundert stammender Bauteil an. Es handelt sich anscheinend um den Rest eines älteren giebelständigen Dielenhauses, das bei dem Stadtbrand von 1858 vernichtet wurde. An den Seiten sind noch Kopfbänder zu sehen. Diesem ältesten Kernbau wurde anscheinend im späten 18. Jahrhundert ein größeres Hinterhaus angefügt. 1859, ein Jahr nach dem großen Stadtbrand, wurde Untere Straße 7 erbaut. Es steht noch ganz in der Tradition der älteren giebelständigen Dielenhäuser, weist aber im Gegensatz zu diesen bereits massive Außenwände auf. Allerdings wurden sowohl die Innenwände, als auch der Giebel in Fachwerk erstellt.

### Parks
In Barntrup existiert der Gutspark Mönchshof, der nicht öffentlich zugänglich ist. Der historische Landschaftsgarten erstreckt sich über vier Hektar und umgibt das 1764 erbaute Gutshaus. Im Park befinden sich zahlreiche Bäume aus dem 19. Jahrhundert, allerdings wird ein Großteil als Weide genutzt.
Der 1,5 Hektar große Schlosspark Barntrup befindet sich in Privatbesitz und ist nicht öffentlich zugänglich. Allerdings ist der Schlosshof zugänglich und der Park von außen einsehbar. Die Anlage entstand zusammen mit dem Schloss im späten 16. Jahrhundert. Ende der 1990er Jahre musste ein Teil der alten Bäume aus Krankheitsgründen gefällt werden. Der Parkbesitzer konnte weitere Bäume durch ein Zisternensystem vor der weiteren Austrocknung retten.
Der Schlosspark Alverdissen ist im Besitz des Landes Nordrhein-Westfalen und öffentlich zugänglich. Die 1,5 Hektar große Anlage entstand vermutlich im 17. Jahrhundert. Der Altbaumbestand stammt aus dem 19. Jahrhundert, viele Flächen wurden jedoch in Grünflächen umgewandelt.

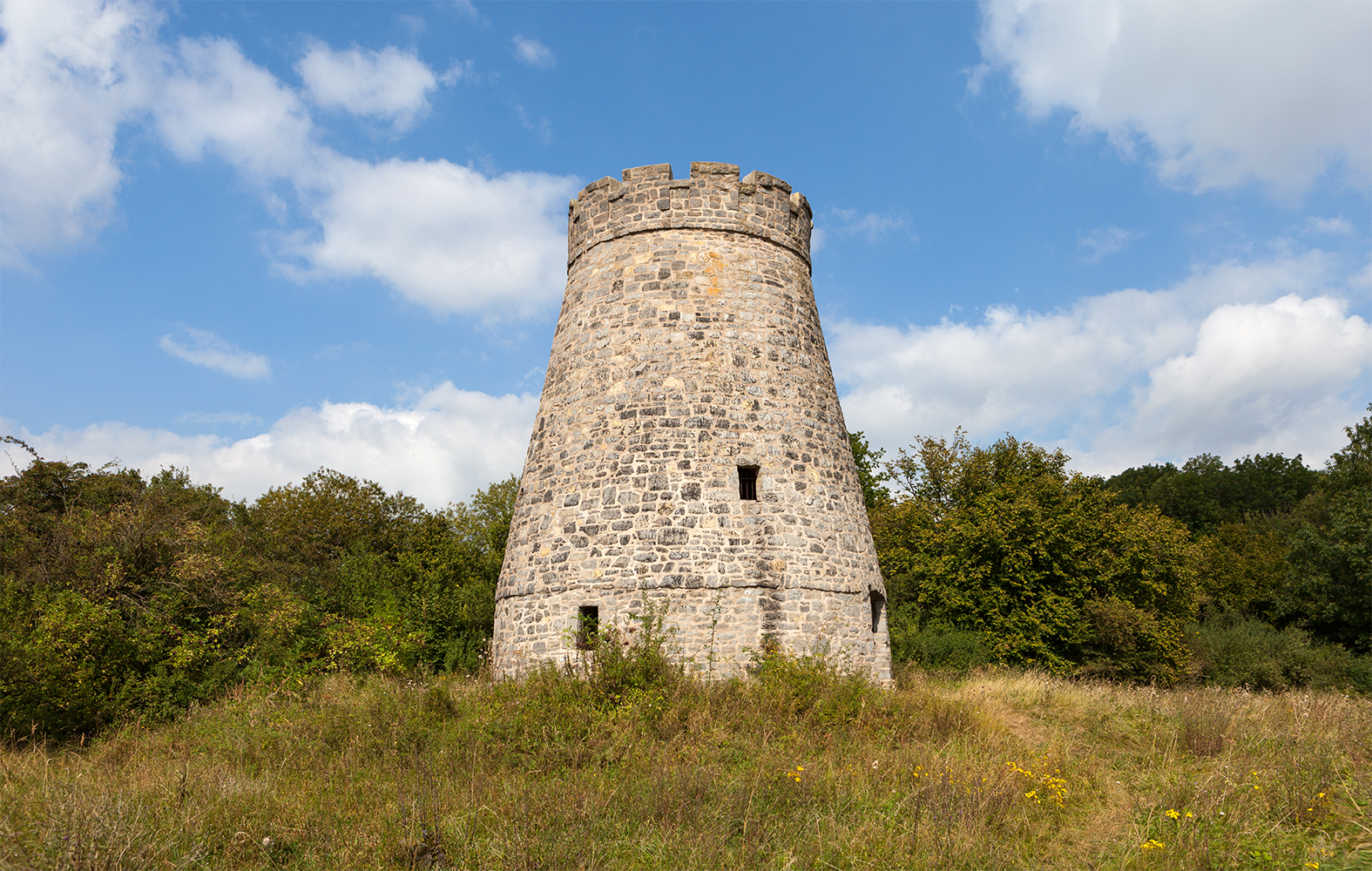
NSG Biotopkomplex am Mühlenturm

### Schutzgebiete für die Natur
In Barntrup sind fünf Naturschutzgebiete mit gut 1.140 Hektar Fläche ausgewiesen. Dies sind im Einzelnen ein Hecken- und Grünlandkomplex auf der Sonnenborner Hochfläche und dem Knappberg, das Begatal, die Wälder bei Blomberg, das Tal der Exter und ein Biotopkomplex am Mühlenturm. Dazu gibt es 16 Landschaftsschutzgebiete im Stadtgebiet.

### Sport
In Barntrup existieren drei allgemeine Sportvereine, drei Schützenvereine, eine DLRG-Ortsgruppe, ein Tennisclub, ein Schachverein und eine Reha-Sportgemeinschaft. Die meisten Sportvereine sind im Stadtsportverband organisiert.
Das Barntruper Freibad hat ein 50-Meter-Becken und eine große Liegewiese. Am Schulzentrum existiert eine Sportanlage mit Rasensportplatz, einer 100-Meter-Bahn, Weitsprunggrube und einer Kugelstoßgrube. Das Waldstadion hat einen Ascheplatz und wurde 1997 um einen Rasenplatz erweitert. Zusätzlich sind Umkleide- und Duschkabinen vorhanden.
Der örtliche Fußballverein RSV Barntrup stieg in der Saison 2007/2008 als Meister der Bezirksliga Staffel 3 in die Landesliga auf und spielte in der Saison 2008/2009 in der Landesligastaffel 1.
Die Fußball-Damenmannschaft des RSV Barntrup stiegen als Meister 2012 in die Bezirksliga auf und erreichten damit als erstes Damenteam den Sprung in den überkreislichen Fußball. Zudem gewannen sie die Titel der Hallenkreismeisterschaften in den Jahren 2013 und 2015.
In der Saison 2014/2015 holten sich die sogenannten „Pink Devils“ des RSV sogar die Meisterschaft in der Bezirksliga Staffel II und spielen fortan in der Landesliga Staffel I. Aufgrund des großen sportlichen Erfolges wurde den Damen die Ehre zuteil, sich ins „Goldene Buch“ der Stadt Barntrup eintragen zu dürfen.

### Regelmäßige Veranstaltungen
Jährlich am ersten Sonntag im Mai findet rund um den Barntruper Marktplatz das lippische Fischfest statt. Am letzten Wochenende im September findet das Barntruper Stadtfest mit Kirmes statt.

### Kulinarische Spezialitäten

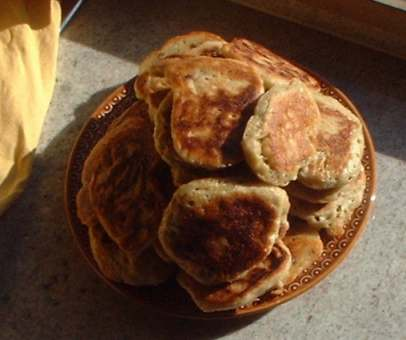
Teller mit lippischem Pickert

Unter Lippischem Pickert versteht man kleine Kuchen aus Hefe, Mehl und Kartoffeln, die mit Korinthen und Rosinen in der Bratpfanne gebacken werden. Der Pickert wird warm gegessen und mit gesalzener Butter, Rübenkraut, Marmelade oder Leberwurst bestrichen.

## Wirtschaft und Infrastruktur

### Verkehr
Die B 1 verläuft durch den östlichen Teil von Barntrup, wodurch die Stadt an das Bundesstraßennetz angeschlossen ist. Aus der B 1 in Barntrup entspringt die B 66, oftmals scherzhaft Route 66 genannt, welche über Lemgo und Lage nach Bielefeld führt.
Nach Rinteln führt die Extertalstraße, die im Tal der Exter direkt neben der Extertalbahn verläuft.
Die Regionalbuslinien 700 Lemgo–Bad Pyrmont und 772 nach Blomberg–Bad Meinberg–Detmold verbinden Barntrup mit den Bahnanschlüssen. Die Linie 912 fährt werktags über einige Nebenstrecken in Richtung Detmold. Die Stadt gehört zum Tarifverbund Westfalentarif (Netz „TeutoOWL“). Außerdem verbindet die Buslinie 809 Barntrup mit Hameln.

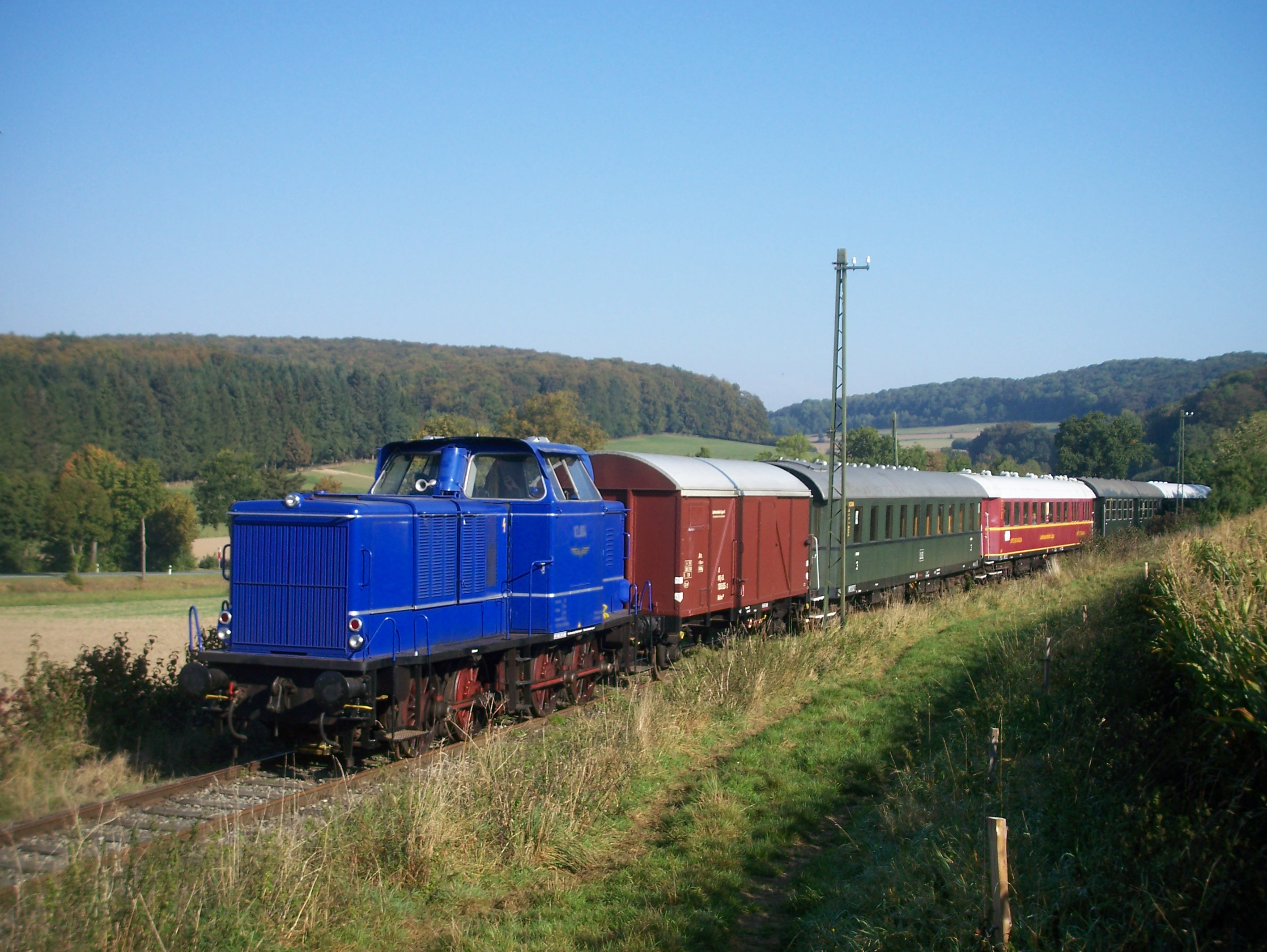
Musealer Zugverkehr auf der Exter- und Begatalbahn

Die nächstgelegene Bahnhöfe sind Schieder an der Bahnstrecke Hannover–Altenbeken sowie Lemgo-Lüttfeld an der Begatalbahn nach Bielefeld und Horn-Bad Meinberg an der Bahnstrecke Herford–Altenbeken.
In Barntrup befinden sich der Anfangsbahnhof der Extertalbahn und der Endbahnhof der Begatalbahn. Auf beiden Strecken wird zeitweise von der Landeseisenbahn Lippe e. V. ein musealer Zugverkehr angeboten.
Der nächste internationale Flughafen ist der Flughafen Paderborn-Lippstadt.

### Medien
Die einzige Lokalzeitung, die im Kreis Lippe erhältlich ist, ist die Lippische Landes-Zeitung. Ende 2003 wurde die Lippische Rundschau eingestellt. Das Radio Lippe sendet lokale Nachrichten aus dem Kreis Lippe. Das WDR-Studio Bielefeld deckt Ostwestfalen-Lippe, und damit auch Barntrup, im Bereich des Lokalfernsehens ab.

### Öffentliche Einrichtungen
Das Wasserwerk der Stadt Barntrup fördert jährlich etwa 415.000 Kubikmeter Trinkwasser aus den sieben von ehemals elf Brunnen. Zur Zwischenspeicherung dienen fünf Hochbehälter mit insgesamt 1760 Kubikmetern Fassungsvermögen. Die 2500 Wasseranschlüsse werden über das 84,53 Kilometer lange Rohrnetz, welches sich im Besitz der Stadt befindet, erreicht.
Zur Brandbekämpfung steht eine Freiwillige Feuerwehr bereit, die sich in die Löschzüge Alverdissen, Barntrup und Sonneborn gliedert. Für das gesamte Stadtgebiet existiert eine Jugendfeuerwehr zur Nachwuchsförderung.
Die öffentliche Bücherei hat eine Fläche von 300 Quadratmetern auf der knapp 12.000 Medien benutzt und ausgeliehen werden können. Die Ausleihen belaufen sich jährlich auf etwa 40.000 Vorgänge. Die Bücherei ist mit einem Internetcafé ausgestattet.

### Bildung
Die Stadt bietet zwei Grundschulen und ein Gymnasium an. Im Jahr 2007 wurden an den Schulen der Stadt mit 99 Lehrkräften insgesamt 1616 Schüler unterrichtet, davon 29 % an den Grundschulen, 16 % an der Hauptschule und 55 % am Gymnasium. Die Hauptschule wurde 2015 geschlossen.
Für die frühkindliche Bildung existieren sechs Kindergärten. Vier werden von der Evangelischen Kirchengemeinde getragen, die übrigen vom Deutschen Roten Kreuz und vom Westfälischen Kinderdorf.
Zusätzlich gibt es für die Erwachsenenbildung Angebote der Volkshochschule Lippe-Ost, die in Barntrup eine Zweigstelle betreibt.

### Ansässige Unternehmen
Barntrup zeichnet sich durch eine ausgesprochen mittelständische und diversifizierte Wirtschaftsstruktur aus. Bedeutendster Wirtschaftszweig in absoluten Zahlen ist das verarbeitende Gewerbe, in diesem Sektor sind rund 900 beziehungsweise 42,7 % der sozialversicherungspflichtig Beschäftigten in Barntrup tätig, dies sind 8,5 % mehr als im Durchschnitt des Kreises Lippe. Im Erziehungswesen als nächstgrößtem Zweig sind 21,1 % der Beschäftigten tätig sind (Kreisdurchschnitt 20,9 %). Größter Arbeitgeber in Barntrup ist die Firma KEB Automation KG, ein Unternehmen für Automatisierungstechnik mit weltweit über 1000 Mitarbeitern.

## Persönlichkeiten

### Ehrenbürger
- 1895: Otto von Bismarck, Reichskanzler

### Söhne und Töchter der Stadt
- Hermann von Kerssenbrock (1519–1585), in Barntrup geboren, langjähriger Rektor des Gymnasiums Paulinum in Münster (Westfalen)
- Heinrich Meibom (1555–1625), in Alverdissen geboren, Dichter und Historiker
- Johann Christoph Struchtmeyer (1698–1764), in Struchtrup geboren, Theologe, Historiker und Rhetoriker
- Ludwig Deppe (1828–1890), in Alverdissen geboren, Komponist und Dirigent
- Rudolph Blankenburg (1843–1918), in Barntrup geboren, US-amerikanischer Geschäftsmann und Politiker mit deutschen Wurzeln
- Heinrich Helms (1886–?), Mitglied des Lippischen Landtags (NSDAP) und Bürgermeister in Dülmen
- Ludwig Winter (1894–1956), in Barntrup geboren, Politiker (NSDAP)
- Ulrich Born (* 1950), in Barntrup geboren, Jurist und Politiker (CDU)
- Ernst Bier (* 1951), in Barntrup geboren, Jazzschlagzeuger
- Rainer Sontowski (* 1959), in Barntrup geboren, Staatssekretär a. D., Politikwissenschaftler und Publizist
- Dieter Kropp (* 1961), Mundharmonikaspieler, Sänger, Komponist und Autor